# Veľké Zálužie
Veľké Zálužie (Hongaars: Nyitraújlak) is een Slowaakse gemeente in de regio Nitra, en maakt deel uit van het district Nitra.
Veľké Zálužie telt 4.255 inwoners.